# Skyes
Skyes era un insediamento nella contea di Inyo in California. Si trovava sul percorso della Southern Pacific Railroad a 6,5 miglia (10 km) nord nordest di Little Lake.